# 大仁路 (高雄市)

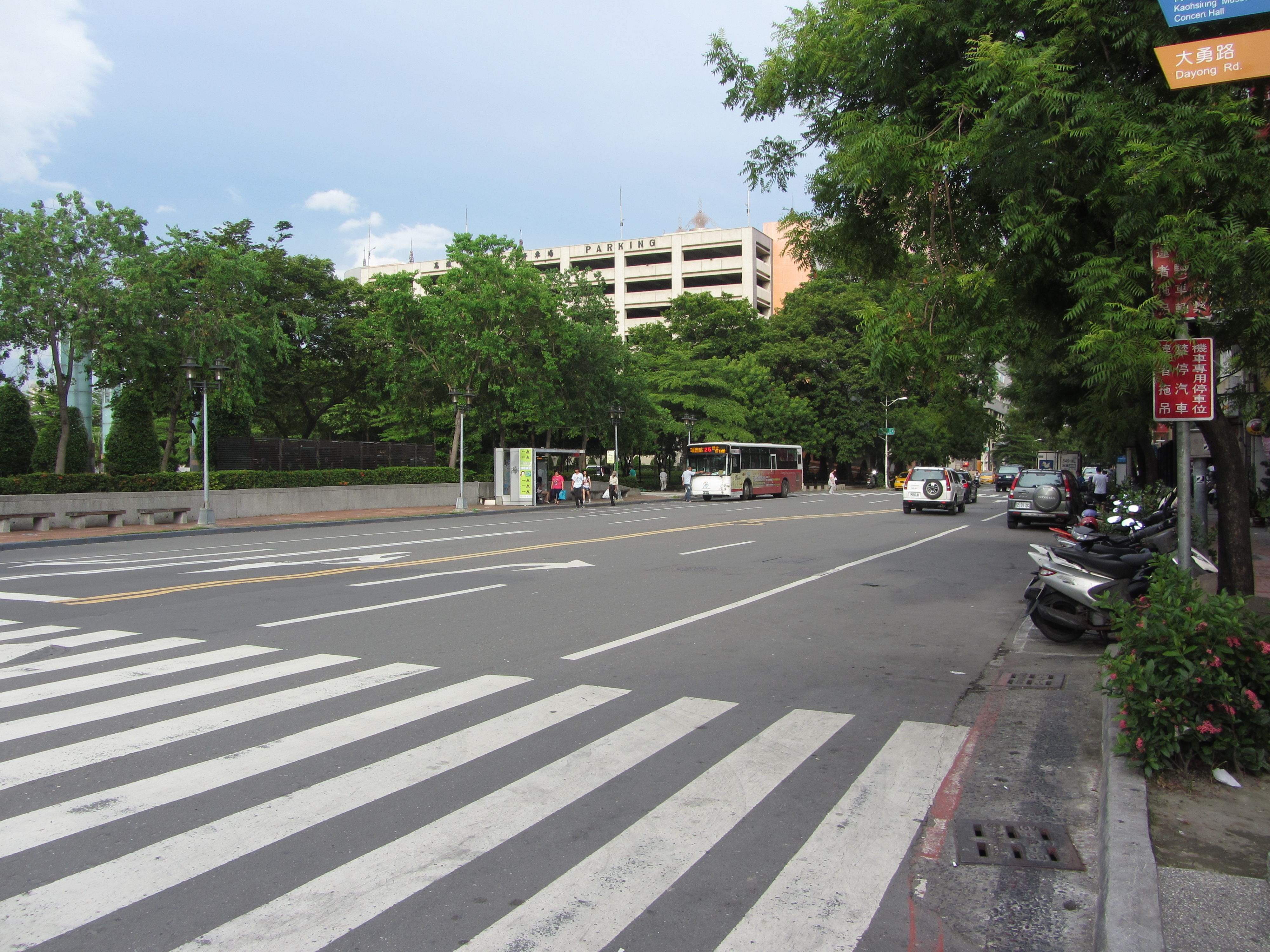
大仁路

大仁路（英文：Daren Rd.）是一條位於高雄市鹽埕區的東西向道路，西起於大仁路260巷與新樂街274巷，東邊銜接大智路。

## 主要結點
（由西至東）
- 建國四路
- 七賢三路
- 大勇路
- 大智路

## 沿線設施

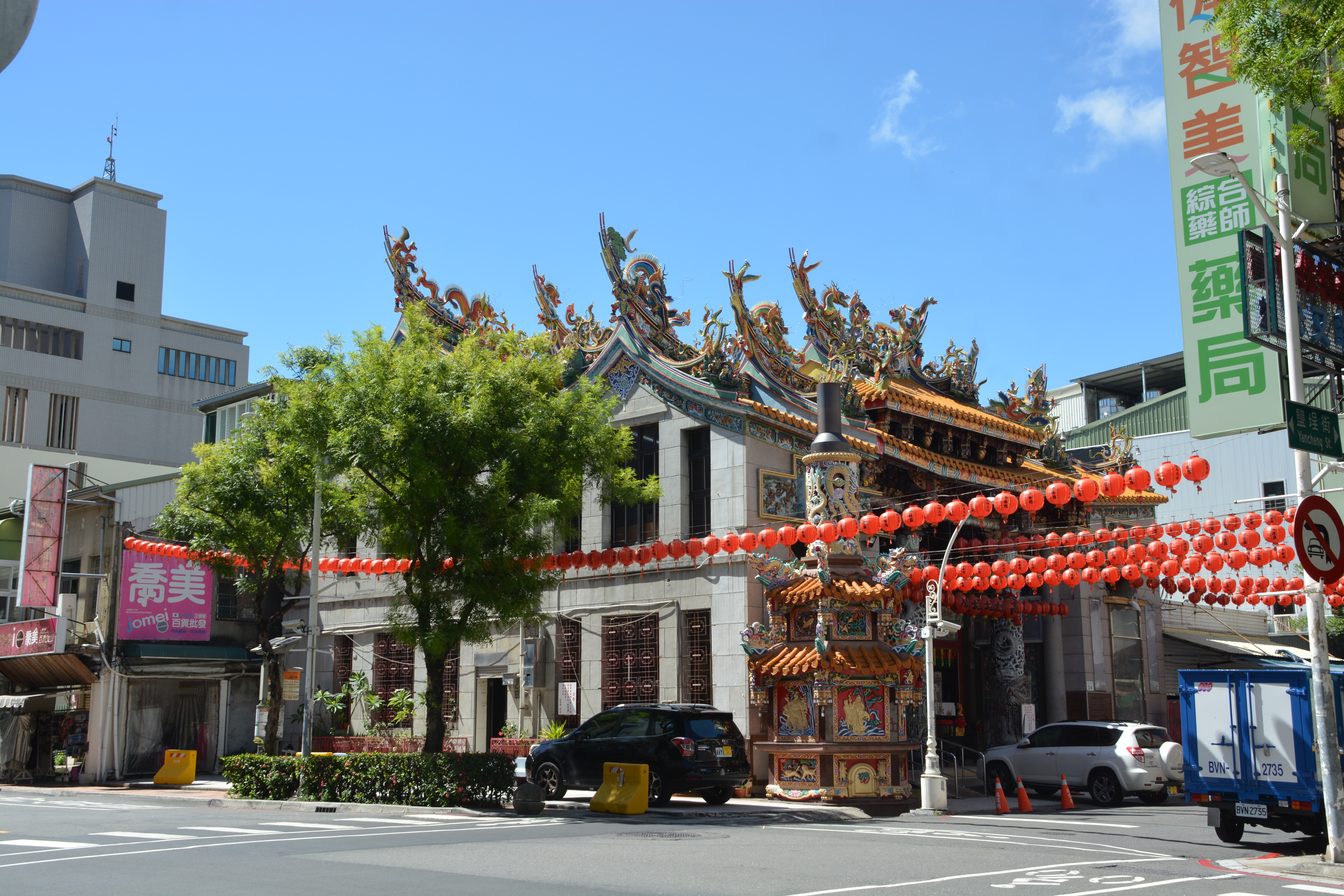
位於大仁路、鹽埕街交界的三山國王廟

（由西至東）
- 高雄市立圖書館鹽埕分館
- 高雄市第三信用合作社
- 大溝頂
- 鹽埕三山國王廟
- 第一商業銀行
- 高雄市二二八和平紀念公園
- 高雄翰品酒店
- 鹽埕立體停車場
- 鹽埕區行政中心

## 公車資訊
- 漢程客運
  - 0南 金獅湖站－金獅湖站
  - 0北 金獅湖站－金獅湖站
  - 33 金獅湖站－鹽埕埔
  - 76 金獅湖站－歷史博物館
  - 77 金獅湖站－歷史博物館
- 統聯客運（市區公車）
  - 11 瑞豐站－鹽埕埔
  - 25 瑞豐站－歷史博物館
  - 82 瑞豐站－鹽埕埔
  - 88 建國幹線 鳳山轉運站（捷運大東站）－建軍站（捷運衛武營站）－鹽埕埔
- 港都客運
  - 56 高雄火車站－壽山動物園
  - 214 小港站－歷史博物館
  - 219 加昌站－鹽埕埔
  - 哈瑪星文化公車 舊打狗驛－打狗英國領事官邸－駁二藝術特區－歷史博物館
- 高雄客運
  - 60 捷運鹽埕埔站－長庚醫院－鳥松
- 南台灣客運
  - 91 金獅湖站－歷史博物館
- 高雄捷運橘線
  - 捷運鹽埕埔站

## 公共自行車
- 高雄市公共自行車租賃系統：
  - 鹽埕立體停車場：大仁路43號對側